# 猶他州立大學
猶他州立大學（Utah State University，簡稱USU），建立於1888年，是一所公立大學、贈地大學，属于犹他高等教育系统。校区位於美國猶他州的洛根，距離猶他州的首府鹽湖城大約80英里。
该大学共出过7位罗德学者，一位诺贝尔奖得主，一位麦克阿瑟奖得主。

## 學術

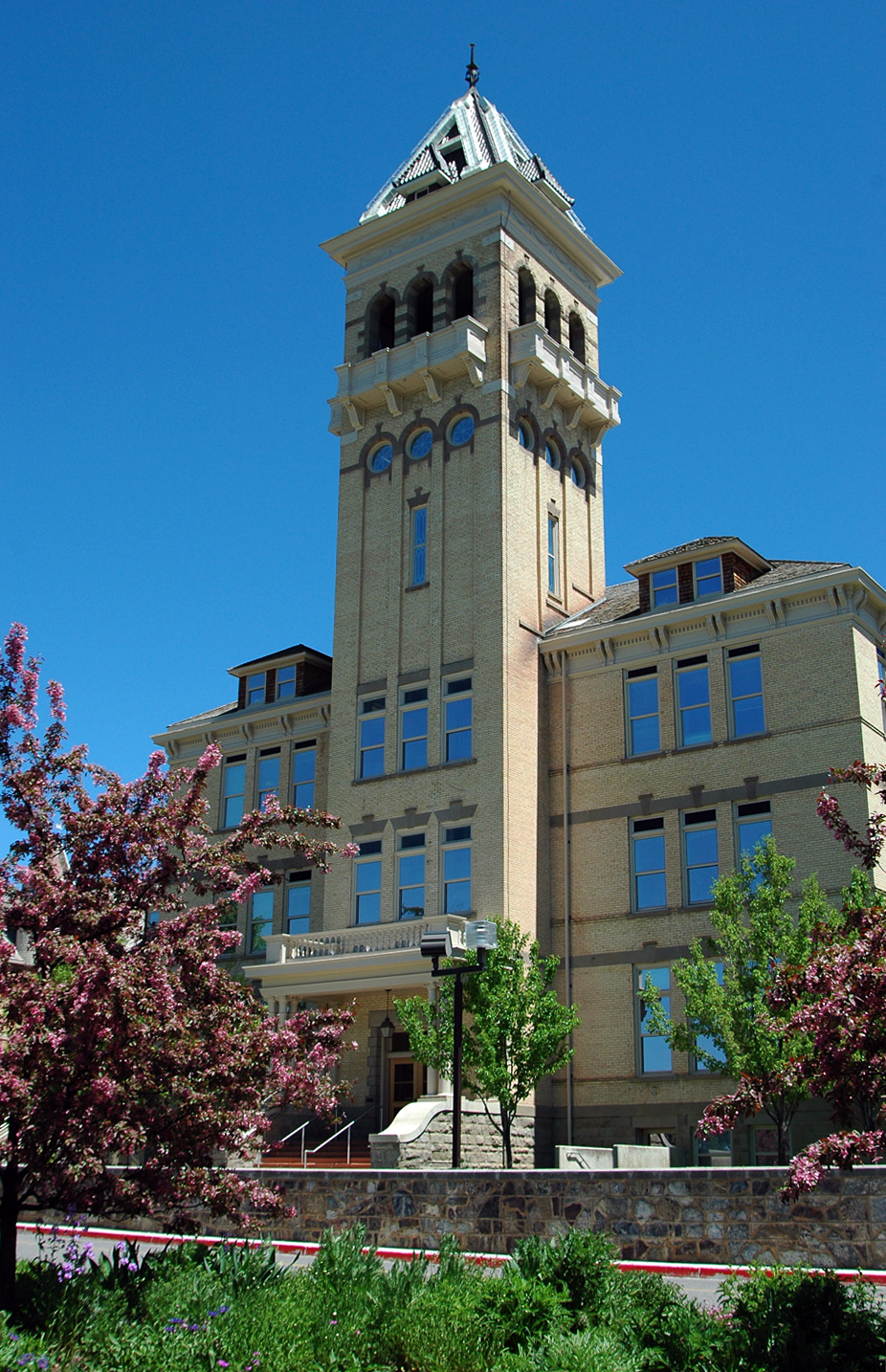
大學最古老的建築“Old Main”，這也是該大學的標志性建築

### 學院
猶他州立大學總共擁有8個學院，另於2011年4月通過法案，新增獸醫學院。
- 農學院（農業系統技術和教育、畜牧和獸醫科學、經濟學、營養和食物科學、植物，土壤及氣象學)
- 商學院（會計學、商務管理、商務信息系統、經濟學、人力資源管理）
- 教育學院（溝通障礙及聾人教育、基礎教育、健康，體育和娛樂、教學藝術、心理學、中等教育、特殊教育和恢復）
- 工學院（生物灌溉、建築和環境工程、電氣和計算機工程、工業技術和教育、機械和航空工程）
- 家政學院（家庭和人類發展、人類環境）
- 人文、藝術和社科學院（宇航研究、藝術、通信、英語、歷史、景觀建築和環境計劃、語言和哲學、音樂、政治、社會學、社會工作和人類學、劇院藝術）
- 自然資源學院（漁場和野生動物、森林資源、地理學和地球資源、牧場資源）
- 理學院（生物學、化學和生物化學、計算機科學、地質學、數學和統計學、物理）
- 繼續教育中心
- 研究生院

### 排名
USU的工程學在在美國的工學排行榜中，擁有優異的名次。USU總共提供176學士學位，97碩士學位，和38個博士學位。

### 傳統
OLD MAIN樓塔上的"A"代表著"Aggie". 平常都是白色的,除非學校球隊贏球或是重大事件發生才會變成藍色的。在滿月的時候站到True Aggie台上親吻的情侶,會受到祝福 。
USU被稱之為猶他的派對學校，擁有足球,橄欖球 等運動球場。而且學校的戶外康樂中心(Outdoor Recreation Center)也提供低租金服務讓學生参與露營，水上運動，登山運動，以及提供冬季運動設備租借。USU的學生稱自己叫Aggie(源自於英文農業"Agriculture"的簡稱"，多數因Land grant法案而創立的學校的學生都會稱之此名)。USU著名的Aggie Ice-cream也因此命名的。

## 校区

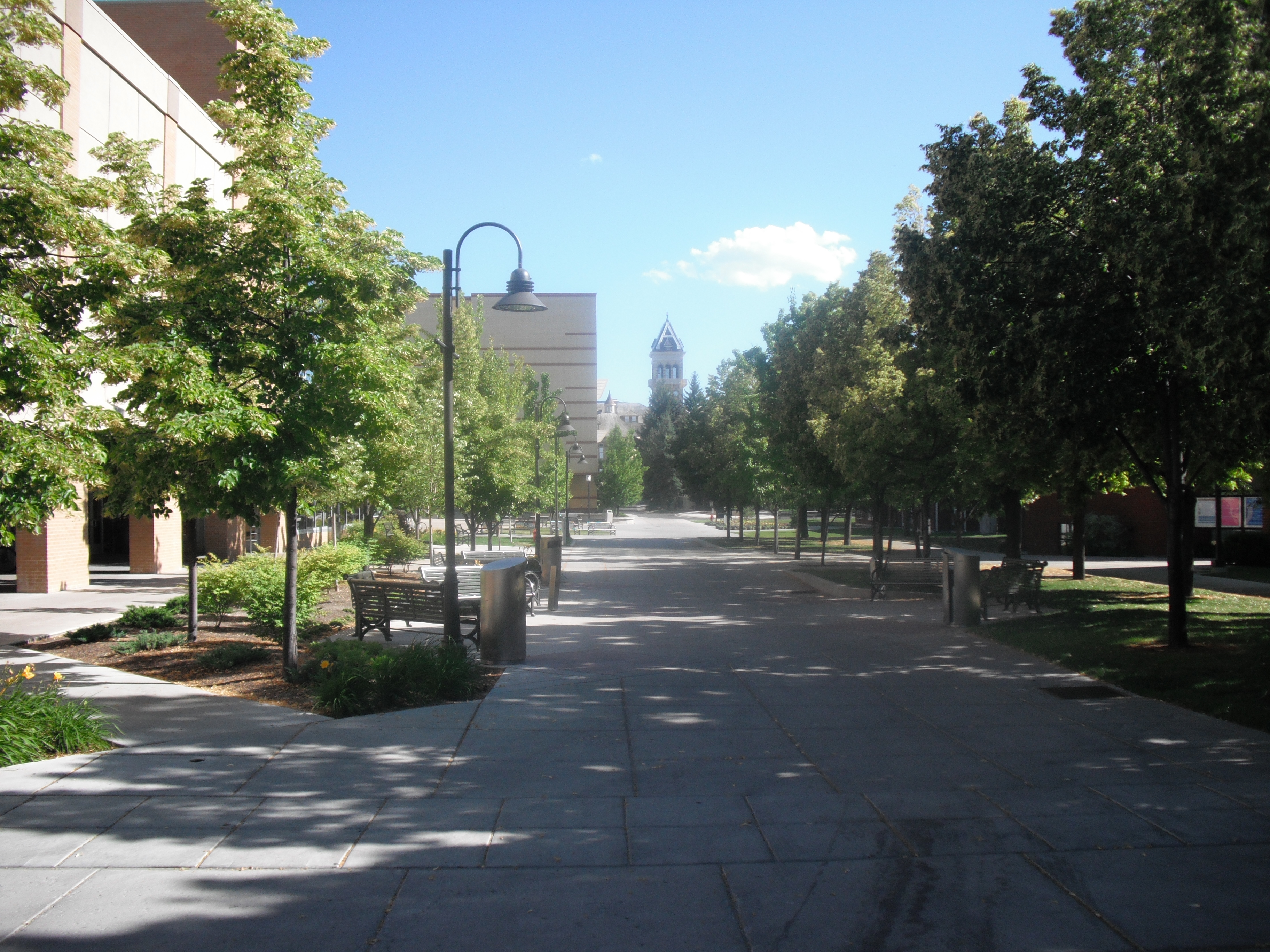
远望“Old Main”

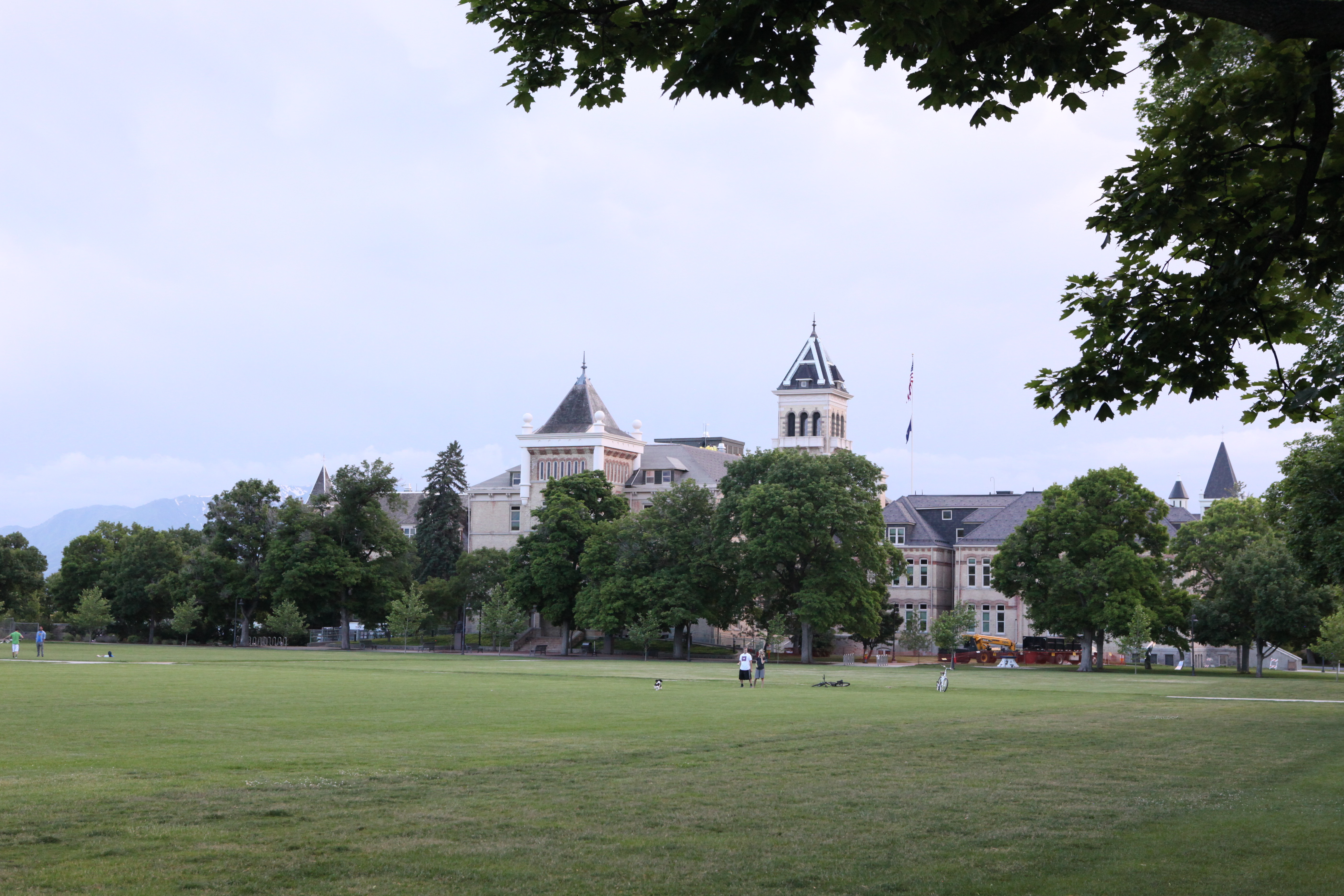
草坪

大學位於猶他州洛根市，洛根市中心約一英里東北，洛根峽谷口。學校俯瞰西谷，視野良好，環境優美。USU在猶他州的很多城市設有其他教學點在鹽湖城、普若佛等等。USU內包含主要建築物百餘。大多數學生活動是圍繞著校園，這是絕大多數的學術部門，位於校園南邊的四分草園(Quad)，學生活動中心(Taggart Student Center)，和擁有百年歷史的舊校區山坡(Old Main Hill)，冬天的時候許多學生會在哪裡滑雪。
在校園的北邊，因為有一處被洛根市公墓分割。所以也造成學校許多靈異傳說，另外位於羅根市的一個老舊建築，是當地人和學生口中的鬼屋，也是熱們探險景點之一。

### 圖書館

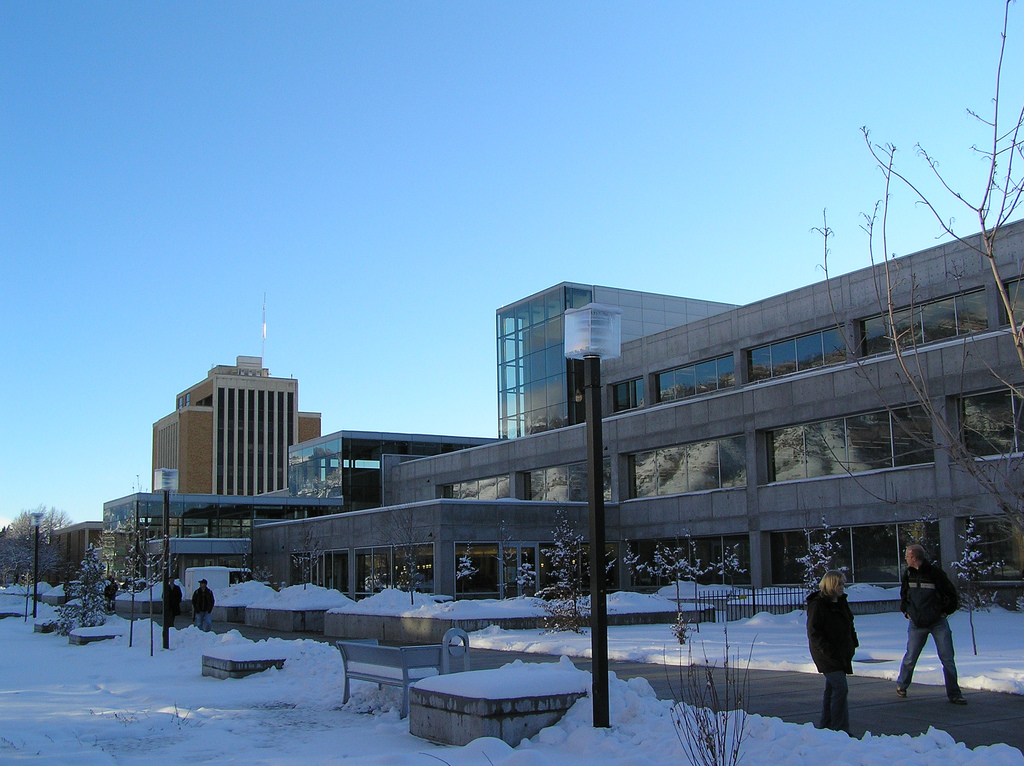
Merrill Cazier Library

學校的現代圖書館採用太陽能光原設計並擁有廣泛的特殊館藏(藏書量超過1,549,000本)和檔案領域，自動存儲和檢索系統，以及超過 150個工作站和33個組自修室。學校的表演(Manon Caine Russell-Kathryn Caine Wanlass Performance Hall)廳擁有美國西部的最好的音響效果。

### 住宿服務
《Barron's Profiles of America Colleges》指出，猶他州立大學共設2,595個宿位，一律採取先到先得辦法申請。

## 知名校友
- 童兆阳，中华民国国军将领
- 拉尔斯·彼得·汉森：2013年諾貝爾經濟學獎得主

## 外部連結
- Utah State University official website （页面存档备份，存于）
- Utah State Aggies official athletics website （页面存档备份，存于）